# 一人称視点 (遠隔操縦)
遠隔操縦における一人称視点（いちにんしょうしてん）とは、「一人称視点の映像」そのものを指す場合と、「一人称視点を用いた遠隔操縦」を表す場合がある。First Person Viewの頭字語FPVが略称として使われ、FPVを用いて操縦しているという意味で「FPVドローン」、「FPV戦車」のように表現される。FPVを用いた遠隔操縦では、「一人称視点映像の送受信用システム」と、「遠隔操縦用のシステム（主にラジコン）」に区別できる。
以下、本項では一人称視点映像の送信用・受信用システムをFPVシステムと呼ぶ。

## 代表的な製品

### ホビー用
ホビー用のFPVシステムでは5.8GHz帯の電波を利用する場合が多く、電波法に従いアマチュア無線技士免許の取得後にアマチュア無線局の開局申請や電波利用料の納付などの手続きが必要になる場合が多い。

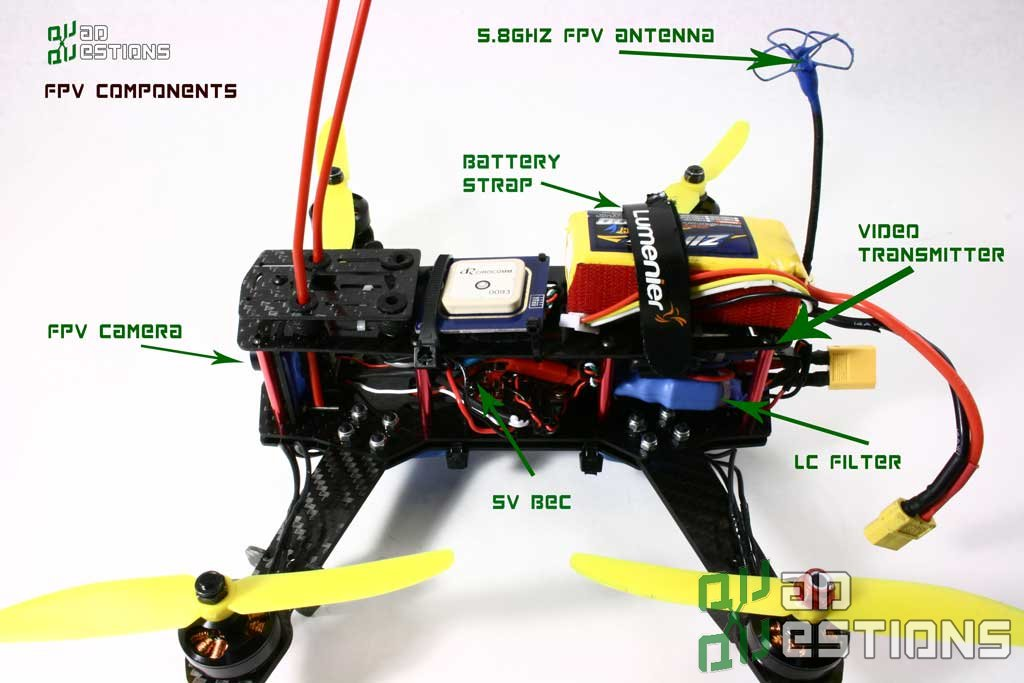
FPVドローンレース機の例

- FPVドローンレース機・空撮機FPVドローンレース機の例
無線操縦のクワッドローター機にFPVシステムを組み込み、FPVによる操縦を可能としたもの[6][7]。
飛行の際は電波法のほかにも国土交通省の定める飛行ルールに従う必要がある[8][5]。
- FPV RC Racer
運転席にカメラとマイクを載せたFPV仕様のRCカー[9]。

### 点検業務用
- 極小空間点検ロボット「moogle」
住宅の床下点検用ロボット。床下は暗く、狭く、粉塵が多いという劣悪な環境。点検作業員の負担軽減と住宅居住者への安心感提供のために大和ハウス工業株式会社が2008年に開発を開始した。[6]ロボット本体（moogle）と操作パソコン、コントローラから構成される。ロボット本体は移動用カメラ、点検用カメラ、LED照明を搭載したクローラータイプ[10]。
第6回 ロボット大賞 サービスロボット部門にて優秀賞を獲得した[11]。

- 橋梁点検ロボット
鋼桁橋の維持管理業務の合理化に向け、鋼桁橋の下面検査のみを目的に川田工業株式会社にて開発中の自走式ロボット。鼓状の車輪で下フランジを左右水平方向から挟み込む機構を備え、専用レール等を必要としない。CCDカメラを搭載し、最大約8時間の連続走行が可能[12]。

### 軍事用
- 無人偵察・攻撃機
- 爆発物処理ロボット
- 無人戦闘車両（Uran-9（英語版）など）[13]

## FPVシステム
基本的にホビー用FPVシステムは次のような原理で作動している。
- 作動原理
  1. まず、FPV用カメラにて一人称視点映像を取得し、映像信号に変換する。
  2. 次に、映像信号は送信機(Transmitter、TX)に送られ、送信機は映像信号を電波に乗せて送信する。
  3. FPVシステムは、送・受信機間の映像信号の伝達に電波を利用する。
  4. 送信機からの電波を受信機(Receiver、RX)が受信し、映像信号に変換する。
  5. 受信機からの映像信号はモニターあるいはゴーグルに送られ、一人称視点映像として映し出される。

FPVシステムではその特性上、映像の遅延が無い事が重要になる。
次項以降はホビー用FPVシステムについての詳細説明となる。

### FPV用カメラ

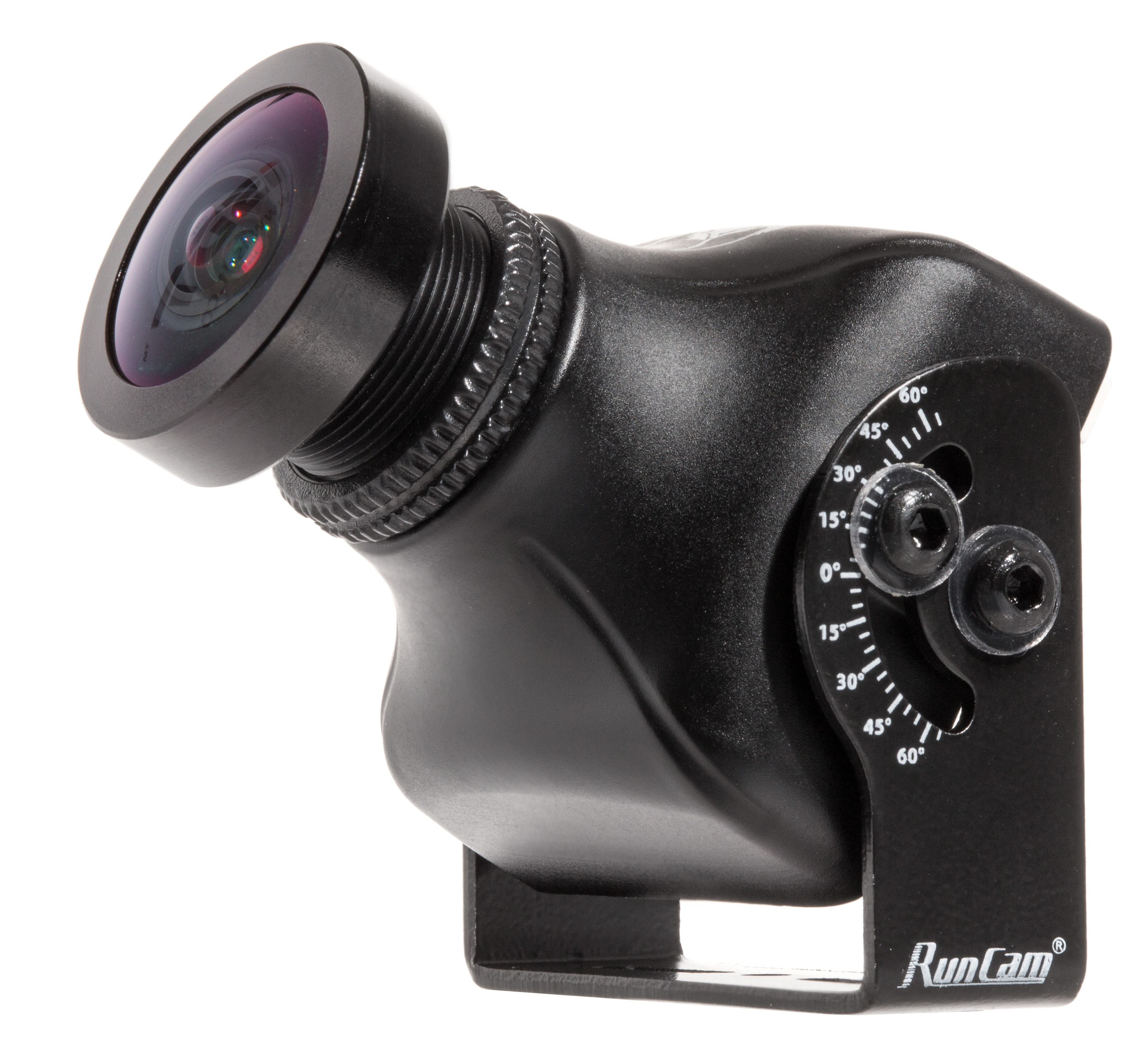
FPV用カメラの一例

小型のカメラが用いられる。イメージセンサにはCCDかCMOSが使われる。
CCDの特徴
CCDはCMOSに比べて高価だが、動体歪み（フォーカルプレーン歪み）が無い。
CMOSの特徴
CMOSの方がCCDよりは安く、小型化が可能で消費電力が少ないといった利点があるが、動体歪みが原則的に発生してしまう。
映像信号にはコンポジット映像信号のNTSCかPALが用いられる事が多い。高価だがHDMIが用いられる事もある。
映像記録用のカメラとは求められる性能が異なるため、映像記録用カメラとFPV用カメラは別の物を搭載する場合がある。
2つのカメラを並べて3次元映像が取れるものもある。

#### OSD

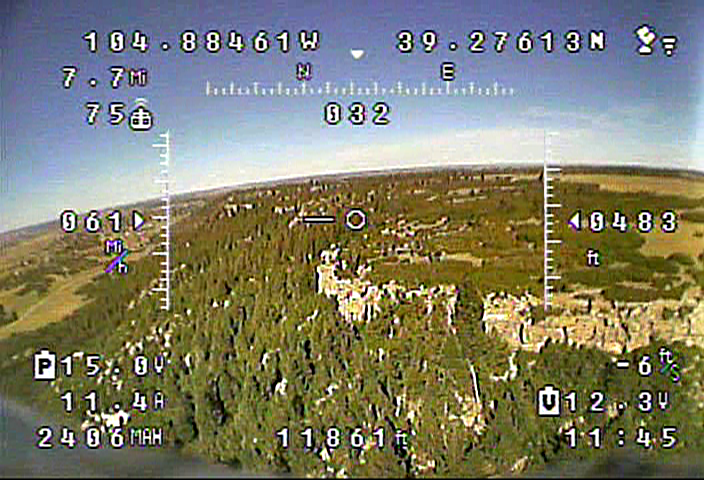
OSDの例

OSD(On-screen display:オンスクリーン・ディスプレイ)という、映像信号に付加的な情報を合成できる装置を用いる事がある。
FPV用カメラと送信機の間に接続する。
GPSモジュールと合わせるとFPV映像に、機体の緯度・経度、速度、高度、進行方位などを合成表示できる。

### 送信機
入力された映像信号を、送信用電波に乗せて送信する。Transmitter、TX と呼ばれる事もある。
用いられる電波には主に2.4GHz帯と5.8GHz帯がある。
2.4GHz帯
2.4GHzのISMバンドにて、出力を抑えた小電力無線局なら、アマチュア無線技士免許は不要になる。
技術基準適合証明の対象ではあるので技適マークの表示は必須である。
ホビー用途を除く一般業務用としては、2016年8月に無人移動体画像伝送システムが制度化され、2.4GHz帯及び5.7GHz帯等の周波数帯が確保されている。限られた周波数資源を運用者間で運用調整を行いつつ使用する事が想定されている。 2021年3月には中国の大手ドローンメーカーDJIよりアマチュア無線技士免許や無線局の開局を必要としない2.4GHzのFPVシステムを搭載したDJI FPVが発売された。
5.8GHz帯
FPVでは一般的に使用される周波数帯。変調にはアナログTV(FM-TV)方式が主に用いられる。デジタル方式は高価なものが多いが、飛行する機体でなければ地上または海上において免許・届出不要で利用できるタイプがある。
なお、この周波数帯での運用をアマチュア無線でおこなう場合は、アマチュア無線技士の資格及びアマチュア無線局免許が必要になる。この周波数帯のアマチュア無線局は、二次業務に割り当てられているため、同一帯域を使用する他の一次業務の無線局の運用に妨害を与えないように運用しなければならない。
特に、5.8GHz帯は、DSRC（周波数：5775,5780,5785,5790,5795,5800,5805,5815,5820,5825,5830,5835,5840,5845MHz）に割り当てられており、主として高速道路のETCや駐車場管理等に用いられているので、それら付近での使用は避ける等、運用の際には配慮が必要である。

### アンテナ

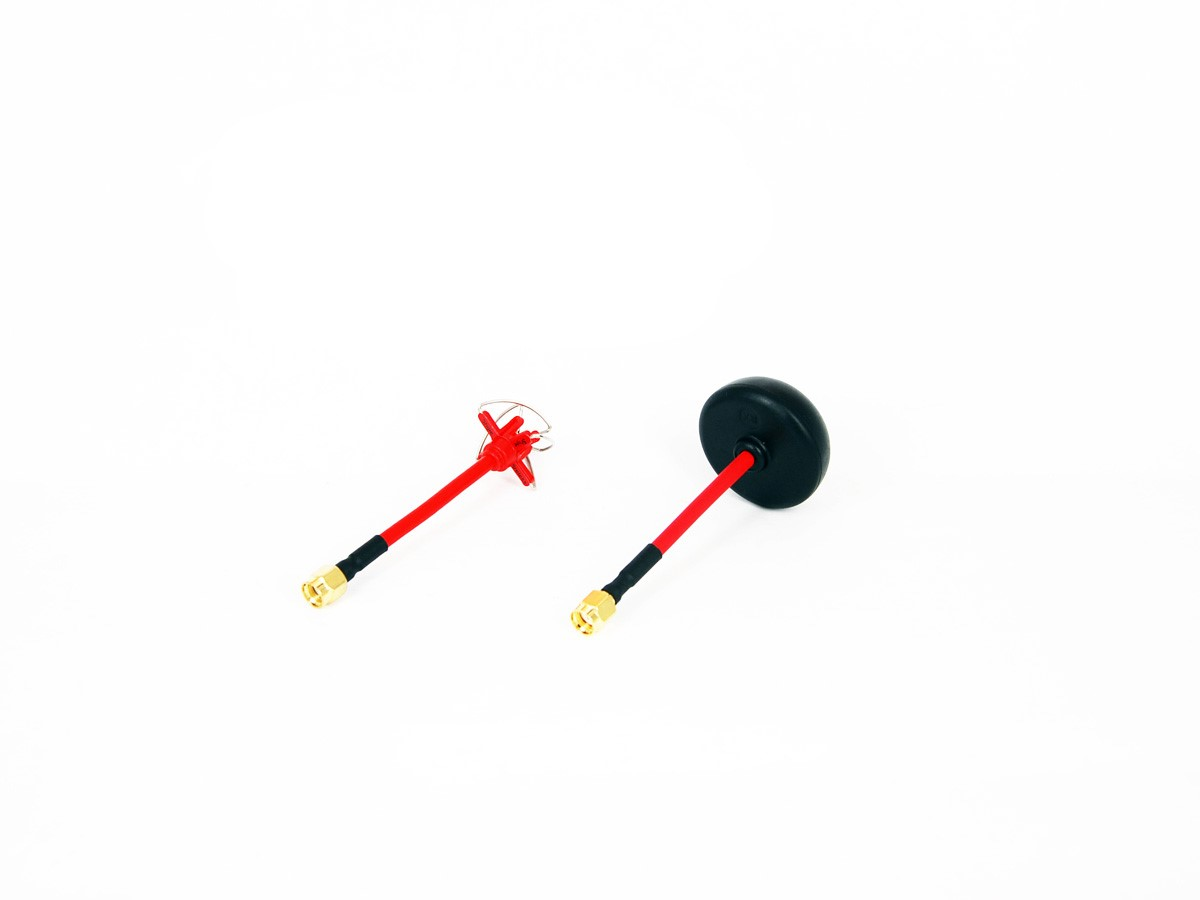
クローバーリーフアンテナの例
カバー無しとカバー付きタイプ

送信機側はFPVマシンの姿勢変化があるので基本的に無指向性アンテナを用いる。
受信機側にも無指向性アンテナを用いるのが一般的だが、指向性アンテナを用いて受信感度を上げる場合もある。
2.4GHz帯では無線LAN機器に見られるような無指向性のダイポールアンテナが一般的に用いられる。
5.8GHz帯では無指向性のクローバーリーフアンテナが一般的に用いられる。カバーが付いているものはキノコアンテナ、マッシュルームアンテナなどと呼ばれる。

### 受信機
送信機からの電波を受信し、映像信号に変換、出力する。Receiver、RX と呼ばれる事もある。
FPV用モニターやFPV用ゴーグルと一体化しているものも多い。

### モニター

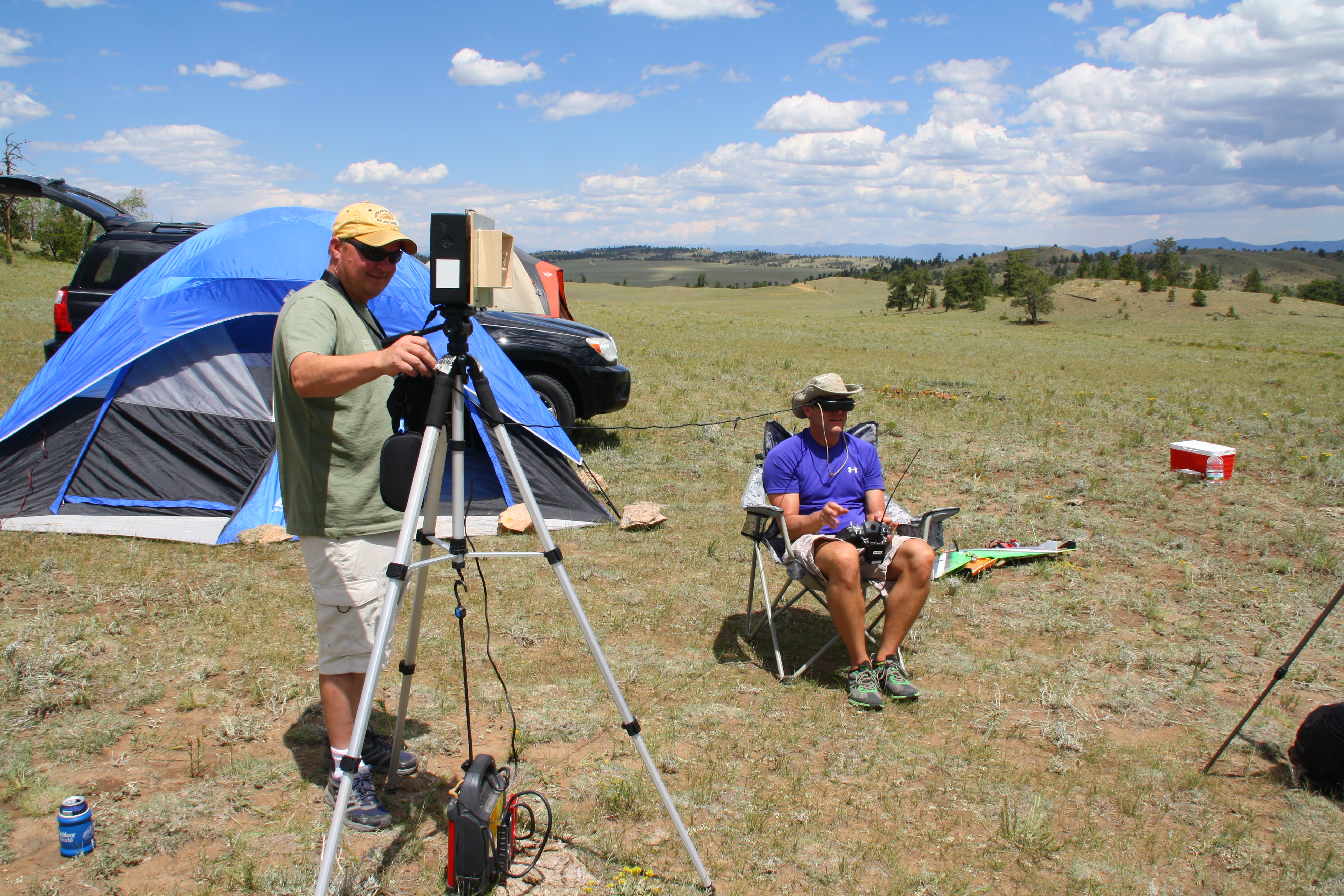
FPVパイロット

受信機からの映像を表示する。液晶ディスプレイが用いられる。
モニターと受信機が一体化しているタイプも存在する。
遠隔操縦用の送信機に、FPV映像用の受信機・モニターが一体化しているタイプも存在する。

### ゴーグル
ヘッドマウントディスプレイに受信機からの映像を表示する。FPV用に受信機と一体化したゴーグルが多い。
ダイバーシティについては、複数のチャンネルを選択できることを意味している。

## 遅延時間の計測方法
アクションゲームの分野では液晶ディスプレイの遅延が重大な問題になることが知られているが、FPVシステムではその特性上、ディスプレイ以外のパーツでも映像の遅延が発生し、それが累積されていく事になる。各パーツごとの遅延時間を計測する事は難しく、一部には特許が出願されるほどである。
そのため、FPVシステム全体としての遅延時間を計測する方法が取られる事がある。「ストップウォッチ」と、「それをFPVシステムを通した映像」の両方を同一画面に収めた写真か映像を撮り、表示されている時間の差から遅延時間を求めるという方法である。